# Шпракенсел
Шпракенсел (њем. Sprakensehl) општина је у њемачкој савезној држави Доња Саксонија. Једно је од 41 општинског средишта округа Гифхорн. Према процјени из 2010. у општини је живјело 1.299 становника. Посједује регионалну шифру (AGS) 3151028.

## Географски и демографски подаци
Шпракенсел се налази у савезној држави Доња Саксонија у округу Гифхорн. Општина се налази на надморској висини од 115 метара. Површина општине износи 83,8 km². У самом мјесту је, према процјени из 2010. године, живјело 1.299 становника. Просјечна густина становништва износи 15 становника/km².